# Edward McMullen

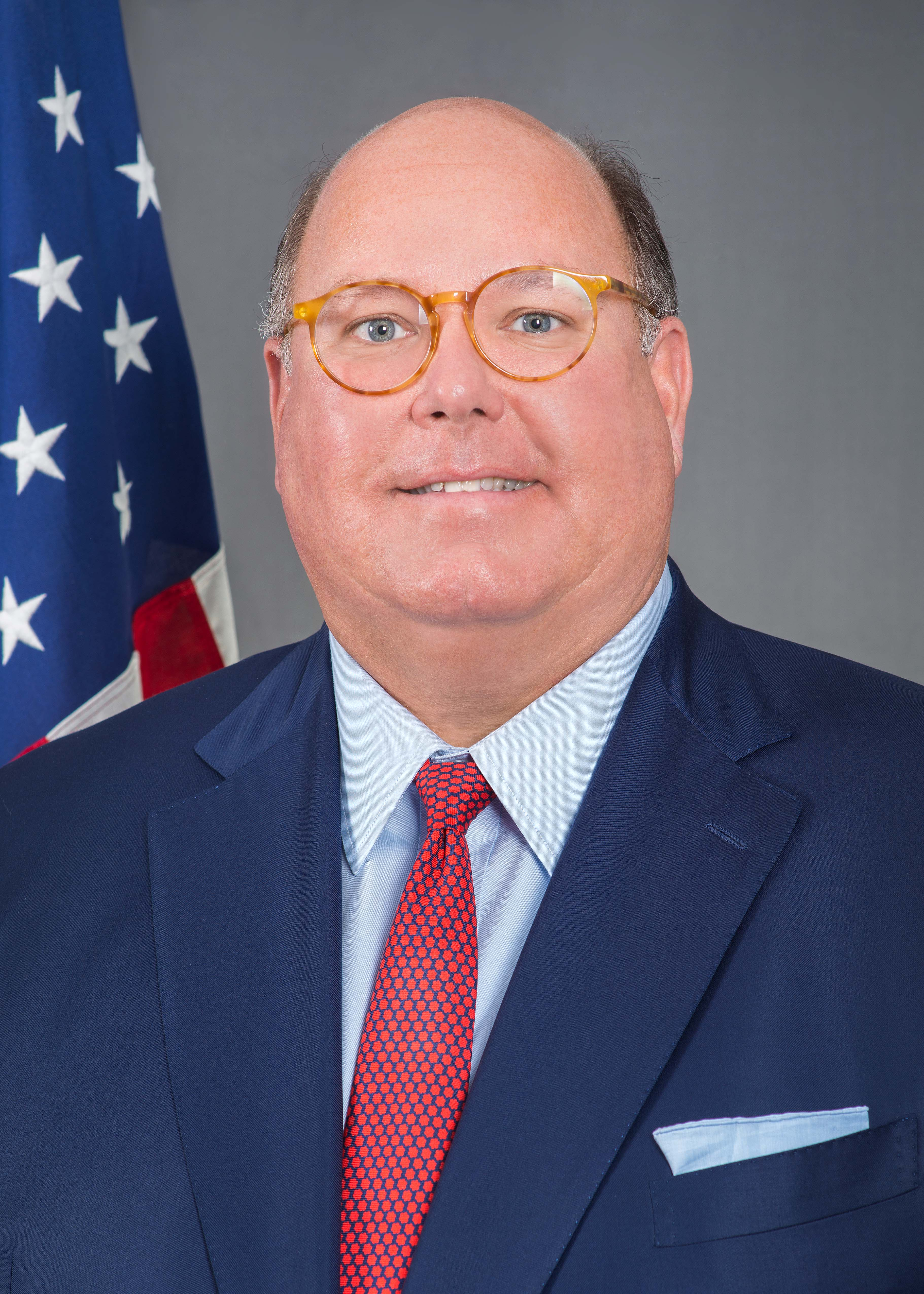
Ed McMullen (2017)

Edward Thomas „Ed“ McMullen, Jr. (* 1. Mai 1964 in New York City) ist ein US-amerikanischer Unternehmer und Diplomat. Zwischen 2017 und 2021 war er Botschafter der Vereinigten Staaten in der Schweiz und Liechtenstein. Er gilt als enger Vertrauter von Donald Trump.

## Leben
McMullen wurde in New York City geboren und wuchs in Port Jefferson, Long Island auf. Er besuchte die Port Jefferson High School und studierte danach am Hampden–Sydney College in Virginia Politikwissenschaften, wo er mit einem Bachelor of Arts abgeschlossen hat. Danach arbeitete er in diversen Positionen, gründete die politische Beratungsfirma McMullen Public Affairs und war Verwaltungsratspräsident der Investmentgesellschaft seiner Familie in South Carolina. Er war zudem Mitglied der Heritage Foundation während der Reagan-Administration. McMullen war zudem 2016 Präsident der Kampagne von Donald Trump um die Präsidentschaft der USA. Aufgrund seines politischen Engagements für den Präsidenten wurde er schließlich zum Botschafter gemacht.
Seit seinem Rücktritt im Januar 2021 wendete sich McMullen vor allem wirtschaftlich ausgerichteten Verwaltungsratsmandaten zu, weniger der Politik. Sein Fokus liegt wieder auf der Privatwirtschaft. Er war Stiftungsrat der South Carolina Philharmonic, South Carolina Preservation Trust und anderer Organisationen. Er ist zudem als Senior Policy Advisor bei Adams and Reese LLP (Limited Liability Partnership) tätig.

## Botschafter in der Schweiz und Liechtenstein
McMullen hatte im Gegensatz zu den meisten seiner Vorgänger keine diplomatische Erfahrung. Er war maßgeblich an Donald Trumps erfolgreicher Präsidentschaftskampagne 2016 beteiligt, fungierte als Vorsitzender der republikanischen Wahlkampagne in South Carolina, bei der Planung der Republican National Convention und war Vizepräsident der Vorbereitungen der Amtseinführung von Trump. Am 2. September 2017 kündete das Weiße Haus an, dass McMullen als Nachfolger von Suzan G. LeVine als Botschafter für die Schweiz und Liechtenstein eingeführt werden soll. Am 21. November 2017 trat er sein Amt an der US-Botschaft in Bern an. Mit der Abwahl von Donald Trump verließ er sein Amt am 17. Januar 2021. Nach einer längeren Vakanz trat Scott Miller seine Nachfolge an.

## Familie
McMullen ist verheiratet und hat zwei erwachsene Kinder. Er lebt in Charleston, South Carolina.